# Okres Bánovce nad Bebravou
Okres Bánovce nad Bebravou je jedním z okresů Slovenska. Leží na jihu Trenčínského kraje. Na severu hraničí s okresem Trenčín, na jihu s okresem Topoľčany a Partizánske. Hraničí také i s okresem Nové Mesto nad Váhom a Prievidza.